# Kopje

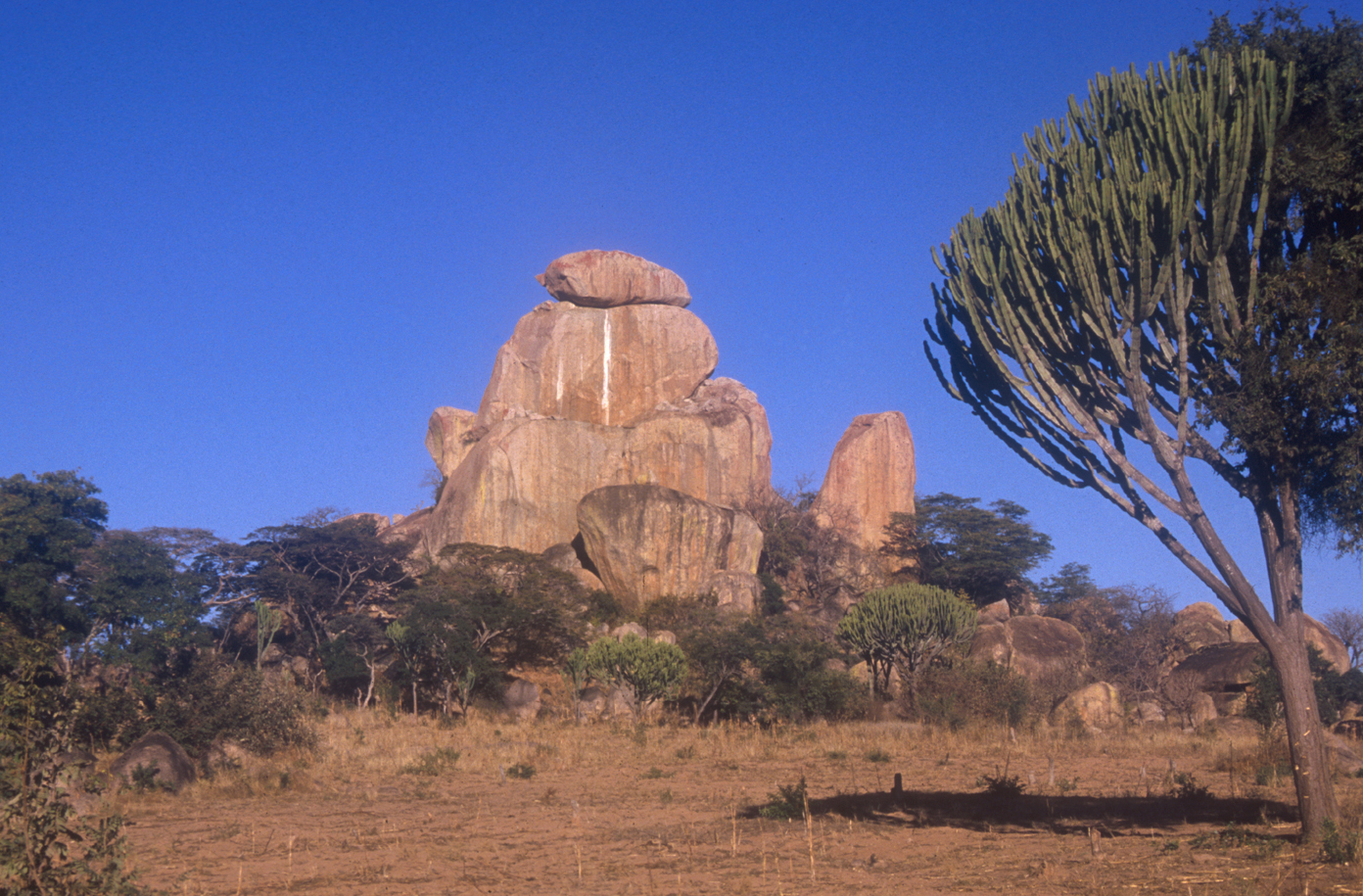
Simbabwe - Kopje in den Marada Hills

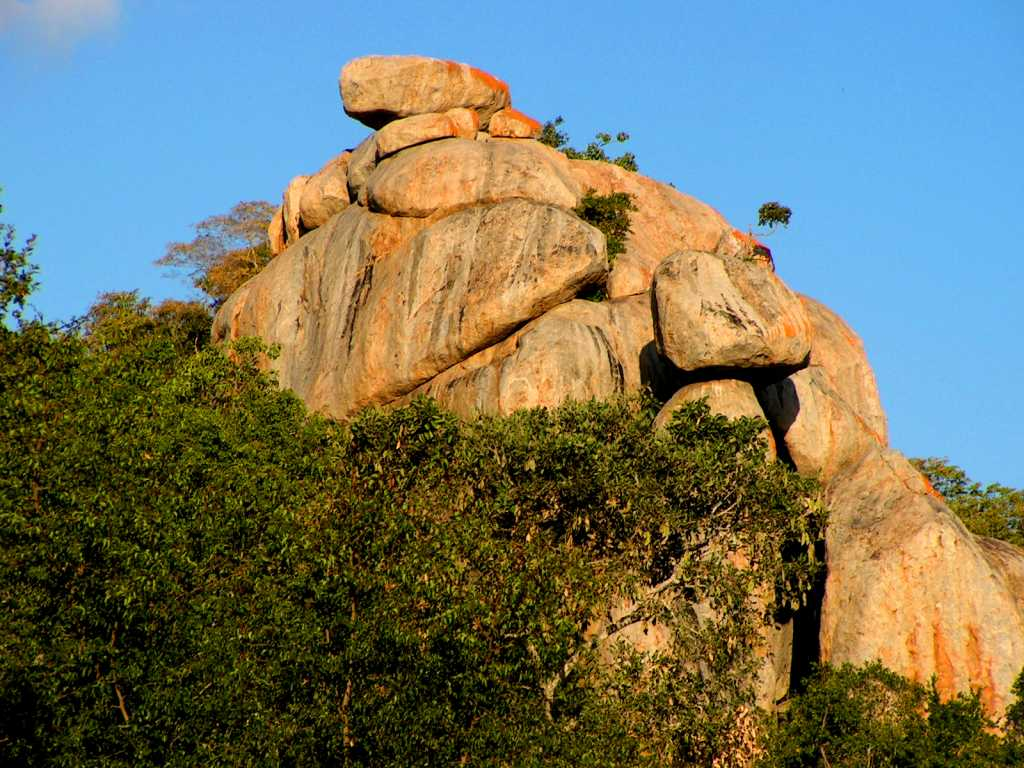
Felsformation (Kopje)

Kopjes (Afrikaans für „kleine Köpfe“), gelegentlich auch „Inselberge“ genannt, sind häufig mannshohe, aber auch bis einhundert Meter hohe, anstehende Granitfelsen, aus denen der ständige Temperaturwechsel von Tag und Nacht sowie der Wind die vielfältigsten Gebilde geformt hat.
Sie besitzen andere Funktionen als die sie umgebenden Grasflächen oder Wälder. Bei Grasbränden stellen sie häufig eine natürliche Barriere dar. Sie bieten zudem mit ihren vielen Spalten, Löchern und Höhlen kleineren Tieren Unterschlupf bzw. dienen größeren Raubtieren wie Löwen und Geparden zusätzlich als Aussichtspunkt.

## Vorkommen
Kopjes kommen von Ost- bis Südafrika vor, im Besonderen in der Serengeti Tansanias.

## Geologie

### Serengeti
Die Serengeti wird untersetzt aus einer dicken Schicht sehr alten, metamorphen Gesteins, die sich spät im Präkambrium bildete als sich eine Riesenblase aus flüssigem Granit ihren Weg aus den flüssigen Schichten unterhalb der Erdkruste in den Tanganjika-Schild bahnte.
Überdeckt wurde diese Schicht mit Ablagerungen aus vulkanischem Gestein und Asche auch vom Ausbruch des Vulkans des Ngorongoro-Kraters. Da diese weicheren Gesteine mittlerweile lokal verwittert sind, liegt heute zum Teil die unregelmäßige Granitschicht in Form der Kopjes frei.
Viele Kopjes sind aufgrund der Winderosion überwiegend rundlich bzw. besitzen auf der Spitze einen runden Granitblock als Deckstein.

## Flora und Fauna

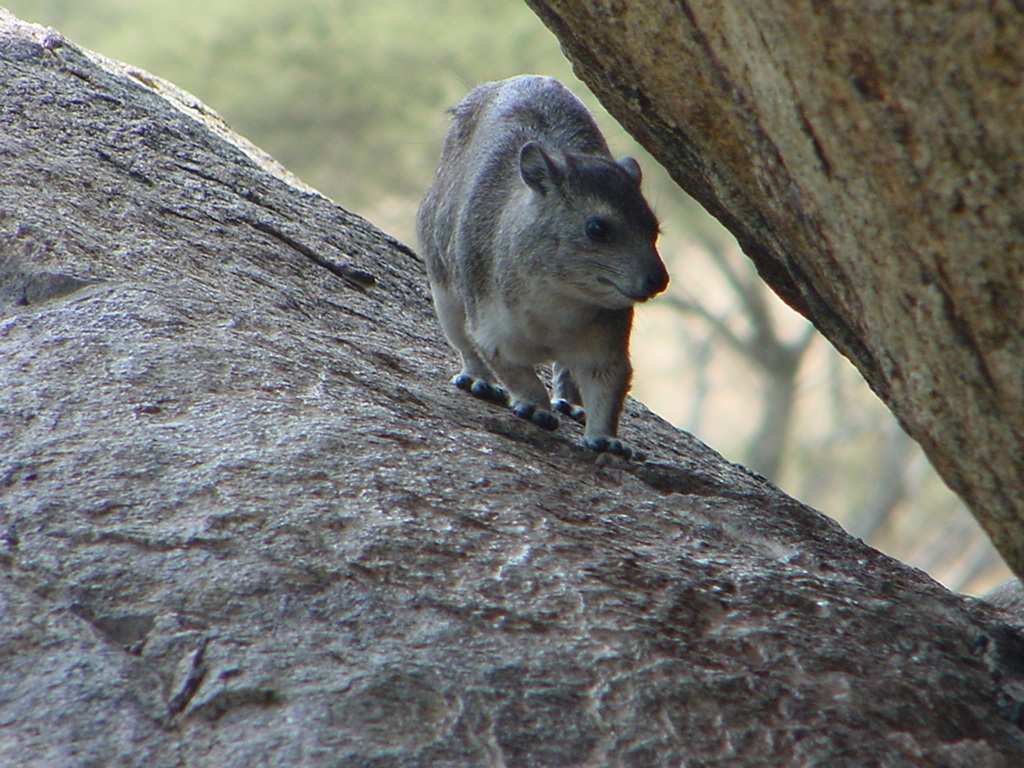
Klippschliefer in der Serengeti

Um die Kopjes herum sowie in ihrer näheren Umgebung wachsen aufgrund des hohen Grundwasserspiegels vergleichsweise viele verschiedene Pflanzenarten, die im Grasland fehlen.
Auf den Kopjes leben daher auch speziell angepasste Tierarten, die sich dort wegen der standorttypischen Pflanzen (und anderer Tiere) als Nahrungsangebot sowie wegen der vorhandenen Verstecke bzw. Aussichtsmöglichkeiten angesiedelt haben. Dazu zählen viele Insektenarten, Vögel, aber auch Echsen, Schlangen und kleinere Säugetiere wie Mäuse sowie große Raubtiere, wie z. B. Löwen. Letztere verstecken zudem, ebenso wie Geparden, gern ihre Jungen auf den Kopjes.
Eine ebenso daran angepasste Säugetierart sind die Klippschliefer, die auf den Kopjes leben. Sie ernähren sich ausschließlich von den Gräsern und Kräutern auf den Kopjes und dessen Umgebung. Insbesondere in der Nacht kann man ihre durchdringenden Rufe vernehmen. Da die Tiere zudem gemeinsame „Toiletten“ benutzen, lassen sie sich auch dadurch aufspüren, dass an diesen Stellen der Granit durch die viele Harnsäure hell verfärbt wurde. Auch die sehr scheuen Klippspringer (kleine Antilopen mit zierlichen Hufen) halten sich vornehmlich auf den Kopjes auf.